# Motorrika Racing Team
MotoRRika Racing Team — российская команда по шоссейно-кольцевым мотогонкам, ставшая лучшей командой России в 2013 году, выступающая в чемпионате и Кубке России, чемпионате Испании (CEV) и сильнейших чемпионатах Европы.

## О команде
Российская команда Motorrika Racing была создана в начале 2011 года. Название происходит от слова «моторика», двойная литера «R» акцентирует внимание на дисциплине мотоспорта, в которой выступает команда — Road Racing (кольцевые гонки).
Штаб-квартира Motorrika Racing располагается в Москве.
Команда участвует в чемпионате и Кубке России, а также в испанском чемпионате по кольцевым мотогонкам CEV. Команда рассматривает своё участие в испанском чемпионате как первый шаг на пути к MotoGP. Конечная цель — выступления на постоянной основе в чемпионате MotoGP в классах Moto2 и Moto3.

## Награды
2012 г. — Пилоты Motorrika Racing заняли в чемпионате и Кубке России по шоссейно-кольцевым мотогонкам (RSBK) по итогам сезона в классе Superstock 600 первое и третье места в генеральной классификации.
2013 г. — По итогам RSBK завоевала командное «золото», а её пилоты взяли награды во всех классах первенства, включая первые места в самых престижных классах Superbike и Supersport.

## Пилоты команды
- Максим Аверкин — титулованный чемпион[8].
  - 2013 г. — чемпион RSBK чемпионата и кубка России по ШКМГ (Supersport)
  - 2012 г. — чемпион RSBK чемпионата и кубка России по ШКМГ (Supersport)
  - 2011 г. — чемпион RSBK чемпионат и кубок России по ШКМГ (Superbike)
  - 2010 г. — чемпион RSBK чемпионат и кубок России по ШКМГ (Superbike)
  - 2005 г. — Серебряный призер Кубка Мартина и Бронзовый призер HandyCup
  - 2005 г. — Победитель Чемпионата Украины по ШКМГ, в классе SBK
  - 2005 г. — Бронзовый призер Кубка Одессы
  - 2006 г. — чемпион Украины по ШКМГ
  - 2006 г. — Победитель M1 Racing Show, в классе Supermoto-Спорт
  - 2006 г. — Победитель чемпионата России по Супермото
  - 2005 г. — Вице чемпион России по ШКМГ, в классе Supersport
  - 2004 г. — Вице чемпион России по ШКМГ, в классе Supersport
  - 2003 г. — Победитель Кубка России по ШКМГ.
- Максим Киселев — опытный пилот, участвующий в гонках с 1999 г.
  - 2013 г. — чемпион RSBK чемпионат и кубок России по ШКМГ (Superbike)
  - 2002 г. — чемпион RSBK чемпионат и кубок России по ШКМГ (Superbike)
  - 2001 г. — чемпион Кубка Восточной Европы (Superbike)
  - Шестикратный вице-чемпион России.
  - Принимал участие в таких чемпионатах как: чемпионат Восточной Европы, чемпионат Германии (IDM), Кубок Наций.
  - Является одним из ведущих тренеров России по ШКМГ мотошкола Desmoclub.
- Иван Горев — пилот, дебют состоялся в 2010 г.
  - 2010 г. — 3 место чемпионат и Кубок России в классе Supersport 400
  - 2011 г. — 1 место чемпионат и Кубок России в классе Supersport 400
  - 2012 г. — чемпион Кубка «Лидер»
  - 2013 г. — вице-чемпион чемпионата и Кубка России в классе Superstock 600.
- Кирилл Иванов — дебют в мотоспорте состоялся в 2010 г. чемпионат М1 — Street Cup
  - 2013 г. — бронзовый призер чемпионата и Кубка России в классе STK 1000
  - 2012 г. — чемпион чемпионата и Кубка России в классе Superstock 1000
  - 2011 г. — вице-чемпион чемпионата и Кубка России в классе Superstock 600
- Андрей Марцевич - опытный пилот, мастер спорта по ШКМГ.
  - экс-чемпион России 2005 года, выступает в регулярном Открытом чемпионате Германии (IDM),
  - Чемпионате Испании (CEV) Класс SBK (Superbike),
  - главный тренер команды Motorrika Racing Team.